# Séménogéline
La séménogéline est un constituant du sperme produit par les vésicules séminales.
La séménogéline est une glycoprotéine responsable de la viscosité du sperme au moment de l'éjaculation (on parle parfois de coagulation). Ensuite, pendant 20 à 30 minutes, sa dégradation par la PSA prostatique entraîne la liquéfaction du sperme et la « libération » des spermatozoïdes,.